# Constantin Henriquez
Constantin Henriquez (data de nascimento e falecimento desconhecidos) foi um jogador de rugby union francês nascido no Haiti. 
Henriquez é reconhecido por ser o primeiro atleta negro a disputar os Jogos Olímpicos, e além disto, o primeiro atleta negro a ter conquistado a medalha de ouro. Ele fez parte da seleção francesa que foi campeã do rugby union nos Jogos Olímpicos de Verão de 1900.
Em 1904, Henriquez foi responsável por introduzir o futebol no Haiti, bem como foi o autor do primeiro gol durante uma partida do esporte. Em 1950, tornou-se Senador no país.